# Микижина
Микижина — река на полуострове Камчатка в России, протекает по территории Мильковского района Камчатского края. Длина реки — 38 км.
Начинается (под названием Левая Микижина) на высоте 315,1 метра над уровнем моря при слиянии нескольких ручьёв на восточном склоне горы Сахарной, течёт в общем восточном направлении по равнине, поросшей берёзово-осиновым и лиственнично-берёзовым лесом. В среднем и нижнем течении берега заболочены, преимущественно левый. Впадает в реку Малая Кимитина справа на расстоянии 31 км от её устья.
Основные притоки — Правая Микижина и Лукавая, обе — правые.
По данным государственного водного реестра России относится к Анадыро-Колымскому бассейновому округу. Код водного объекта — 19070000112120000013802.